# 克尼亞熱瓦斯洛博達
50°7′22″N 34°26′54″E / 50.12278°N 34.44833°E
克尼亞熱瓦斯洛博達（烏克蘭語：Княжева Слобода），是烏克蘭中部的村莊，隸屬波爾塔瓦州的波爾塔瓦區。該村處於格倫河右岸，面積0.76平方公里，海拔高度115米，2001年人口88。